# Campanula alpestris
Campanula alpestris (ook wel Allioni's klokje genoemd, naar de auteur Carlo Allioni) is een opvallend rotsplantje uit het geslacht Campanula) dat endemisch is in de zuidwestelijke Alpen.

## Naamgeving enetymologie
- Synoniem: Campanula allionii Vill.
- Frans: Campanule des Alpes

## Kenmerken

### Plant
Het is een 5-10 cm hoog plantje met onopvallende, smalle blaadjes en per bloemstengel één enkele, buitenproportioneel grote bloem.

### Bladeren
De blaadjes zijn lijn- tot lancetvormig, gaafrandig en behaard. De plant heeft een bladrozet en enkele kleinere stengelblaadjes.

### Bloem
De solitaire bloem is paars, cilindrisch tot klokvormig en 3-4,5 cm breed. De stempel is driedelig.
In tegenstelling tot de meeste andere klokjes staat de bloem rechtop.
De plant bloeit in juli en augustus.

## Habitat

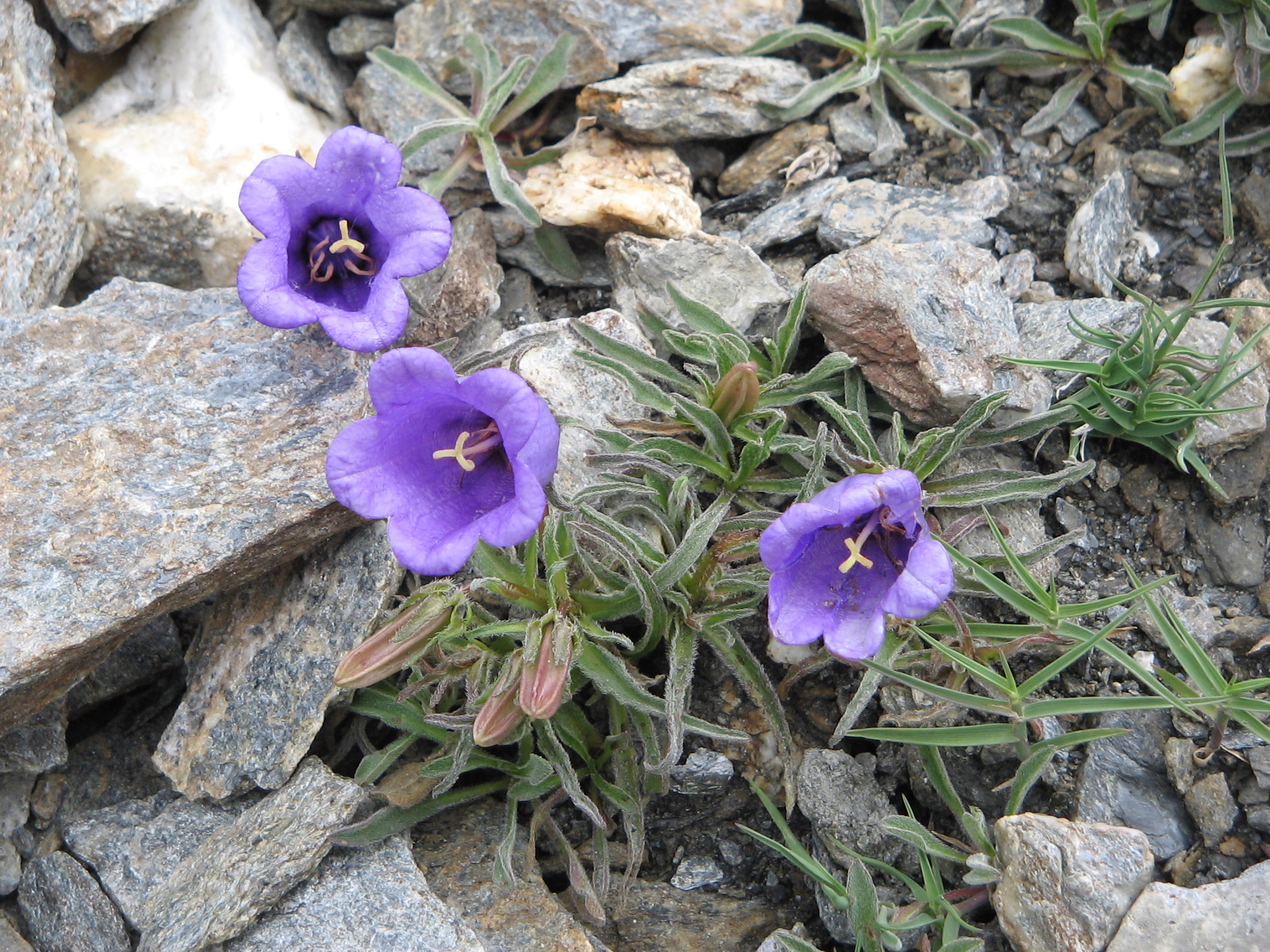
Allioni's klokje in zijn natuurlijke habitat, Vanoise (Frankrijk)

Allioni's klokje komt vooral voor op rotsen en puinhellingen, vooral op kalkrijke bodem op een hoogte tussen 1400 en 2800 m.

## Voorkomen
Allioni's klokje is endemisch in de zuidwestelijke Alpen en Vooralpen, en komt dus nergens anders voor. Zelfs in de Alpen is het een zeldzaam plantje.

## Verwante en gelijkende soorten
Allioni's klokje kan nauwelijks met een andere plant verward worden. De grote, rechtopstaande bloem en het typische habitat sluiten andere klokjes uit. De paarse kleur en drielobbige stempel onderscheiden het van de gentianen.

## Zeldzaamheid en bescherming
Campanula alpestris is een bedreigde soort in Frankrijk.